# Arm River-Watrous (circonscription saskatchewanaise)
Pour les articles homonymes, voir Arm River et Watrous.
Circonscription électorale provinciale du Canada
Arm River-Watrous est une ancienne circonscription électorale provinciale de la Saskatchewan au Canada. Elle est représentée à l'Assemblée législative de la Saskatchewan de 2003 à 2016.

## Géographie
La circonscription comprenait:
- Les villes de Davidson, Dundurn, Govan, Hanley, Imperial, Nokomis, Raymore, Watrous et Wynyard
- Les villages de Bladworth, Dafoe (en), Drake, Duval, Girvin (en), Hawarden (en), Jansen (en), Kenaston (en), Liberty (en), Loreburn (en), Quinton (en), Semans (en), Simpson (en), Strongfield (en) et Young (en)
- Les villages de villégiature de Etters Beach et de Manitou Beach (en)
- Les municipalités rurales de Reno No 51, Touchwood No 248 (en), Last Mountain Valley No 250 (en), Big Arm No 251 (en), Arm River No 252 (en), Willner No 253 (en), Loreburn No 254 (en), Kutawa No 278 (en), Moutn Hope No 279 (en), Wreford No 280 (en), Wood Creek No 281 (en), McCraney No 282 (en), Rosedale No 283 (en), Big Quill No 308 (en), Prairie Rose No 309 (en), Usborne No 310 (en), Morris No 312 (en), Lost River No 313 (en), Dundurn No 314 (en) et Viscount No 341 (en)
- Les réserves de Premières Nations de Day Star et Kawacatoose
- Le parc de Blackstrap (en)

## Liste des députés
| Parlement                                                                      | Années                                                                         | Député                                                                         | Député                                                                         | Parti                                                                          |
| Arm River-Watrous                                                              | Arm River-Watrous                                                              | Arm River-Watrous                                                              | Arm River-Watrous                                                              | Arm River-Watrous                                                              |
| Nouvelle circonscription issue d'Arm River, Last Mountain-Touchwood et Watrous | Nouvelle circonscription issue d'Arm River, Last Mountain-Touchwood et Watrous | Nouvelle circonscription issue d'Arm River, Last Mountain-Touchwood et Watrous | Nouvelle circonscription issue d'Arm River, Last Mountain-Touchwood et Watrous | Nouvelle circonscription issue d'Arm River, Last Mountain-Touchwood et Watrous |
| ------------------------------------------------------------------------------ | ------------------------------------------------------------------------------ | ------------------------------------------------------------------------------ | ------------------------------------------------------------------------------ | ------------------------------------------------------------------------------ |
| 25e                                                                            | 2003–2007                                                                      |                                                                                | Greg Brkich                                                                    | Saskatchewanais                                                                |
| 26e                                                                            | 2007–2011                                                                      |                                                                                | Greg Brkich                                                                    | Saskatchewanais                                                                |
| 27e                                                                            | 2011–2016                                                                      |                                                                                | Greg Brkich                                                                    | Saskatchewanais                                                                |
| Circonscription dissoute dans Arm River                                        |                                                                                |                                                                                |                                                                                |                                                                                |